# 1286 a.C.

## Eventos
- Eber Finn morreu